# Klooster van de ongeschoeide karmelietessen (Gent)
Het Klooster van de Ongeschoeide Karmelietessen is een voormalig klooster in de Belgische stad Gent. Het kloostergebouw staat ten zuiden van de Theresianenstraat, ten westen van de Holstraat achter de gebouwen.

## Geschiedenis
In 1622 liet aartshertogin Isabella een Spaanse karmelietes naar Gent komen om een klooster voor ongeschoeide karmelietessen te stichten, omdat 5 hofdames wilden toetreden tot deze orde en er geen klooster van deze orde in Gent bestond. In de 17e eeuw waren kloosters populair, zo blijkt uit het bestaan van 31 vrouwenkloosters in 1629 in de stad Gent alleen.
In eerste instantie was de orde gevestigd in huizen aan de Gildenstraat, in 1644 nam de kloosterorde haar intrek in een nieuw kloostercomplex aan de latere Theresianenstraat.
In 1783 werden kloosters door keizer Jozef II afgeschaft. De karmelietessen moesten toen vertrekken en het kloostergebouw werd verkocht, waarna het complex als beluik en opslagplaats werd gebruikt.
In 1842 kwam het kloostergebouw opnieuw in handen van de orde van ongeschoeide karmelietessen die het klooster liet herbouwen. In 1843 werd het complex weer als klooster in gebruik genomen. 
In 2007 kwam het klooster leeg te staan toen de vijf laatste zusters naar Oudenaarde verhuisden. Het complex werd hierna tot aan 2016 gebruikt door vzw Jongerenhuis voor de opvang van jongeren met opvoedings- of psychosociale problemen. Tevens gebruikte de anglicaanse gemeenschap de kapel van het klooster. Sinds het vertrek van de vzw staat het klooster leeg maar wordt deels gebruikt door het KISP en HTISA. 
In 2020 werd de site verkocht aan stichting Symbiosis, met de bedoeling de site om te bouwen tot een cohousing voor senioren.